# Chironomus hircus
Chironomus hircus är en tvåvingeart som först beskrevs av Weyenbergh 1886.  Chironomus hircus ingår i släktet Chironomus och familjen fjädermyggor. Inga underarter finns listade i Catalogue of Life.